# 興詮寺
興詮寺（こうせんじ）は鹿児島県薩摩郡さつま町広瀬にある浄土真宗本願寺派の寺院。
永仁5年（1297年）有力国人であった渋谷氏が建立した観音堂が発祥で、応永5年（1398年）に現在地に移転し、禅寺となった。江戸時代はこの地の私領主であった島津氏分家・佐志家の菩提寺であった。
鹿児島県は廃仏毀釈運動が最も盛んな地の一つであったが、この寺は珍しく難を逃れた寺で、現在では鹿児島県下で江戸時代以前の建造物を持っている数少ない寺の一つである。
本堂内陣は室町時代に建てられたころの原形を保っており平成12年（2000年）に鹿児島県指定文化財になった。